# Crotalaria pseudo-alexandri
Crotalaria pseudo-alexandri är en ärtväxtart som beskrevs av Rudolf Wilczek. Crotalaria pseudo-alexandri ingår i släktet sunnhampor, och familjen ärtväxter. Inga underarter finns listade i Catalogue of Life.